# Lincoln (Dakota del Nord)
Lincoln és una població dels Estats Units a l'estat de Dakota del Nord. Segons el cens del 2000 tenia 1.730 habitants.

## Demografia
Segons el cens del 2000, Lincoln tenia 1.730 habitants, 527 habitatges, i 452 famílies. La densitat de població era de 654,9 hab./km².
Dels 527 habitatges en un 63,2% hi vivien nens de menys de 18 anys, en un 67,9% hi vivien parelles casades, en un 13,9% dones solteres, i en un 14,2% no eren unitats familiars. En l'11,4% dels habitatges hi vivien persones soles l'1,5% de les quals corresponia a persones de 65 anys o més que vivien soles. El nombre mitjà de persones vivint en cada habitatge era de 3,28 i el nombre mitjà de persones que vivien en cada família era de 3,53.
Per edats la població es repartia de la següent manera: un 40,2% tenia menys de 18 anys, un 6,8% entre 18 i 24, un 37,2% entre 25 i 44, un 13,6% de 45 a 60 i un 2,2% 65 anys o més.
L'edat mediana era de 27 anys. Per cada 100 dones de 18 o més anys hi havia 99 homes.
La renda mediana per habitatge era de 38.884 $ i la renda mediana per família de 40.703 $. Els homes tenien una renda mediana de 28.417 $ mentre que les dones 18.438 $. La renda per capita de la població era de 13.233 $. Entorn del 3,1% de les famílies i el 3,8% de la població estaven per davall del llindar de pobresa.

## Poblacions properes
El següent diagrama mostra les poblacions més properes.